# Fifth Ward
Fifth Ward är en så kallad census-designated place i Avoyelles Parish i Louisiana. Vid 2020 års folkräkning hade Fifth Ward 921 invånare.